# Sân bay Pointe Noire
Bản mẫu:Airport tit town = Pointe NoireBản mẫu:Airport infob
t phục vụ. to sângia ay nàynày, sân bay kia là [[Sân bay Maya-Maya|Sân bay Agostino Ne có năng lực phquốc t sân bay tọa lạc tại [[Pointe-Noirem =2.600|
runway_surface = Asphalt|
ục vụ 10 triệu khách mỗi năm.

rong hai sân 
Sân bay 

## Các hãng hàng không và các điểm đến
- Air France (Paris-Charles de Gaulle)
- Air Service (Libreville)
- Benin Golf Air (Cotonou)
- (Brazzaville)
- TAAG Angola Airlines (Brazzaville, Luanda)
- Trans Air Congo (Brazzaville, Cotonou, Douala)
- [[West African A(Brazzaville, Cotonou)